# Ульріх Граф
Ульріх Ґраф (нім. Ulrich Graf; 6 липня 1878, Бахгагель, Баварія — 3 березня 1950, Мюнхен) — партійний діяч НСДАП, один з найближчих соратників і перший охоронець Адольфа Гітлера, бригадефюрер СС (20 квітня 1943).

## Життєпис
Ульріх Ґраф народився 6 липня 1878 року в Бахгагелі у родині дрібного фермера. Після закінчення початкової школи освоїв професію мірошника. 1 листопада 1896 року вступив в артилерійський полк Німецької імперської армії. 1 червня 1904 року був комісований через отриману травму і у вересні того ж року влаштувався службовцям в муніципалітет Мюнхена. В наступні роки був учнем м'ясника, а потім працював м'ясником ковбасних виробів. Став прославленим в Мюнхені борцем-любителем.

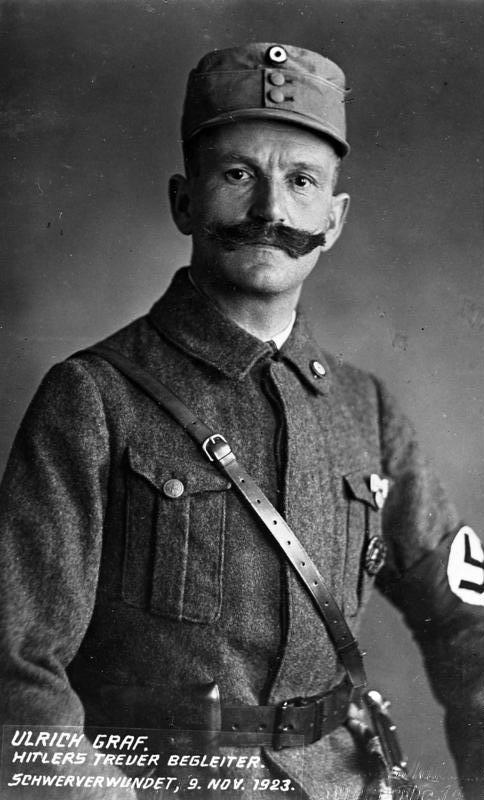
Ульріх Ґраф у 1920 році. Світлина з Головного архіву НСДАП

Після закінчення Першої світової війни приєднався до Німецької робітничої партії, де познайомився з Адольфом Гітлером і став його особистим охоронцем. У 1920 році, коли стали проходити партійні збори в певних Мюнхена, Граф входив до загону із забезпечення порядку (Saalschutz) і виконував функції «вишибали». У листопаді 1920 року Saalschutz було розширено і змінив свою назву на «Орднертруппе» (Ordnertruppe), в жовтні 1921 року підрозділи «Орднертруппе» увійшли до складу СА. У 1921 році вперше вступив в НСДАП (квиток № 2882).
4 листопада 1921 року в складі загону з 46 штурмовиків «Орднертруппе» брав участь в бійці з чисельно переважаючими соціалістами і комуністами, які прийшли зірвати виступ Гітлера в пивній Гофбройгаус. 14 жовтня 1922 року супроводжував Адольфа Гітлера на «Дні нації» в Кобурзі, який переріс у вуличні бої і бійки з комуністами.
У березні 1923 року входить до складу загону охоронців «Штабсвахе» (Stabswache), створеного на базі «Орднертруппе». Після перейменування «Штабсвахе» в травні 1923 року входить до складу ударного загону «Адольф Гітлер» (Stosstrupp Adolf Hitler).
Під час Маршу по Мюнхену 9 листопада 1923 року перебував в колоні поруч з Гітлером, коли поліція перегородила їм шлях Граф закричав: «Не стріляйте! Йдуть їх високості Людендорф і Гітлер!» Почалася перестрілка, в ході якої Граф своїм тілом захистив Гітлера і був важко поранений.
1 січня 1925 року обраний членом міської ради Мюнхена, а після зняття заборони з НСДАП 11 січня повторно вступає в партію (квиток № 8) і в листопаді в СС (квиток № 26). З кінця 1925 року засідатель у Вищому партійному суді. У 1936 році обраний депутатом рейхстагу. 9 листопада 1944 зарахований в Особистий штаб рейхсфюрера СС. У вересні 1948 року судом по денацифікації був засуджений до п'яти років каторжних робіт.
Помер 3 березня 1950 року в Мюнхені.

## Звання СС
- Штурмфюрер СС (1 жовтня 1932)
- Штурмбаннфюрер СС (9 листопада 1933)
- Оберштурмбаннфюрер СС (24 лютого 1935)
- Штандартенфюрер СС (1936)
- Оберфюрер СС (1937)
- Бригадефюрер СС (20 квітня 1943)

## Нагороди
- Чорний нагрудний знак «За поранення»
- Почесний хрест ветерана війни з мечами
- Медаль «У пам'ять 13 березня 1938 року»
- Медаль «У пам'ять 1 жовтня 1938 року» із застібкою з зображенням Празького граду
- Медаль «У пам'ять 22 березня 1939 року»

### Партійні відзнаки
- Медаль «За вислугу років в НСДАП» в золоті, сріблі та бронзі
- Золотий партійний знак НСДАП (№ 8)
- Орден Крові (№ 21)
- Почесний знак Кобург

### Відзнаки СС
- Медаль «За вислугу років у СС» 1-го класу (25 років)
- Кільце «Мертва голова»
- Почесний кут старих бійців
- Почесна шпага рейхсфюрера СС

## Образ Графа в кінематографі
| Рік  | Фільм                     | Актор            |
| ---- | ------------------------- | ---------------- |
| 2003 | Гітлер: Сходження диявола | Іржі Марія Зібер |